# Rise (singolo Gabrielle)
Rise è una canzone di Gabrielle, e dà il titolo al secondo album della cantante inglese.
Scritta da Gabrielle, Ollie Dagois, Ferdy Unger-Hamilton e Bob Dylan e prodotta da Johnny Dollar, la canzone ha raggiunto la vetta della classifica inglese nel gennaio 2000.
Rise è uno dei pochi casi in cui Bob Dylan ha concesso il campionamento di un proprio pezzo. Infatti la canzone prende una parte del brano Knockin' on Heaven's Door.

## Tracce
CD: 1
1. "Rise" (album version)
2. "Rise" (Deep Dish Hi-Rise remix edit)
3. "Rise" (Artful Dodger Above Board Vox mix)

CD: 2
1. "Rise" (album version)
2. "Rise" (Matt Darey remix)
3. "Dreams" (original mix)

## Classifiche
| Classifica (2000)         | Posizione più alta |
| ------------------------- | ------------------ |
| UK Singles Chart          | 1                  |
| Irish Singles Chart       | 1                  |
| New Zealand Singles Chart | 2                  |
| Norweigen Singles Chart   | 5                  |
| Austian Singles Chart     | 5                  |
| Swiss Singles Chart       | 11                 |
| Dutch Singles Chart       | 14                 |
| Finnish Singles Chart     | 17                 |
| Swedish Singles Chart     | 24                 |
| French Singles Chart      | 35                 |
| Australian Singles Chart  | 44                 |